# International Accounting Standard 40
Der International Accounting Standard 40 (IAS 40) ist ein Rechnungslegungsstandard des IASB und regelt die Bilanzierung von als Finanzinvestition gehaltenen Immobilien, sog. Investment Properties.
Unter IAS 40 fallen Vermögenswerte, wie Grundbesitz oder Immobilien, die als Finanzinvestitionen gehalten werden, etwa zur Erzielung von Mieteinkünften. Unter Investment Property fallen keine Sachanlagen, welche im operativen Geschäft, etwa der Produktion, Dienstleistung oder Verwaltung, genutzt werden oder zum Verkauf im Rahmen des gewöhnlichen Geschäftsbetrieb gehalten werden. Die Bilanzierung solcher Sachanlagen ist im IAS 16 geregelt.

## Erstbewertung
Investment Properties sind zunächst mit den Anschaffungs- oder Herstellungskosten zu bewerten (inkl. eventueller Transaktionskosten). Die Erstbewertung ist somit identisch mit der Erstbewertung „normalen“ Sachanlagevermögens nach IAS 16.

## Folgebewertung
Im Unterschied zu normalen Sachanlagen, welche in der Regel über ihre Nutzungsdauer planmäßig abgeschrieben werden, können Investment Properties alternativ zum beizulegenden Zeitwert (Fair Value) bewertet werden. Das Fair Value Model des IAS 40 unterscheidet sich dabei konzeptionell von der nach IAS 16 zulässigen Neubewertungsmethode. Beim Fair Value Modell sind Gewinne und Verluste, die aus dem neuen Wertansatz resultieren, sofort in der GuV zu erfassen. Beim Neubewertungsmodell nach IAS 16 sind Gewinne in eine Neubewertungsrücklage innerhalb des Eigenkapitals einzustellen.
Das in IAS 40.30 kodifizierte Wahlrecht zwischen der Bewertung zu fortgeführten Anschaffungs- oder Herstellungskosten und der Bewertung zum Fair Value ist einheitlich für alle Investment Properties wahrzunehmen. Ein Methodenwechsel darf nur vollzogen werden, wenn der Wechsel den Einblick in die Vermögens-, Finanz- und Ertragslage verbessert. Dabei gilt es als unwahrscheinlich, dass ein Wechsel vom sog. Fair Value Model zum Cost Model den Einblick verbessert, so dass ein Wechsel grundsätzlich nur von Cost Model zu Fair Value Model möglich sein wird. Dieser Wechsel muss auf den gesamten Bestand an Investment Properties angewandt werden.

## Kritische Betrachtung
Die Fairvalue Bewertung von Investment Properties führt bei bestandshaltenden Immobilienunternehmen, zu der Illusion, dass der bilanzielle Wert des Eigenkapitals den Wert des Eigenkapitals widerspiegeln würde. Tatsächlich werden die Ermittlung der Verkehrswerte im Rahmen der Immobilienbewertung aber auf Basis anderer Annahmen als Unternehmensbewertungen durchgeführt. Werden in praktischen Anwendungen die der Unternehmensbewertung eines bestandshaltenden Immobilienunternehmens berücksichtigten Annahmen mit denen bei der Immobilienbewertung der Investment Properties zugrundegelegten Annahmen verglichen, so ergeben sich z. T. erhebliche Abweichungen. Diese Problematik kann auch die z. T. erheblichen Unterschiede zwischen dem Net Asset Value eines börsennotierten bestandshaltenden Immobilienunternehmen und der Marktkapitalisierung erklären.
Der beizulegende Zeitwert hat der Wert zu sein, der sich zum Zeitpunkt des Bilanzstichtags am Markt erzielen ließe. Kosten des Verkaufs werden hierbei nicht berücksichtigt. Die aus der Folgebewertung sich ergebenden Wertänderungen sind sofort erfolgswirksam.